# Picedo
Picedo è una frazione di Polpenazze del Garda. È la più popolosa ed estesa e dista un chilometro dal centro del medesimo comune. Conta circa 400 abitanti.
Nella frazione intorno al centro abitato vi è una forte concentrazione di vigneti e uliveti per la produzione di vino della Valtenesi e di olio del Garda.
È inoltre conosciuta per la Festa della Madonna del Carmine che si tiene a metà luglio nel centro del borgo in Piazza Olivieri.

## Storia

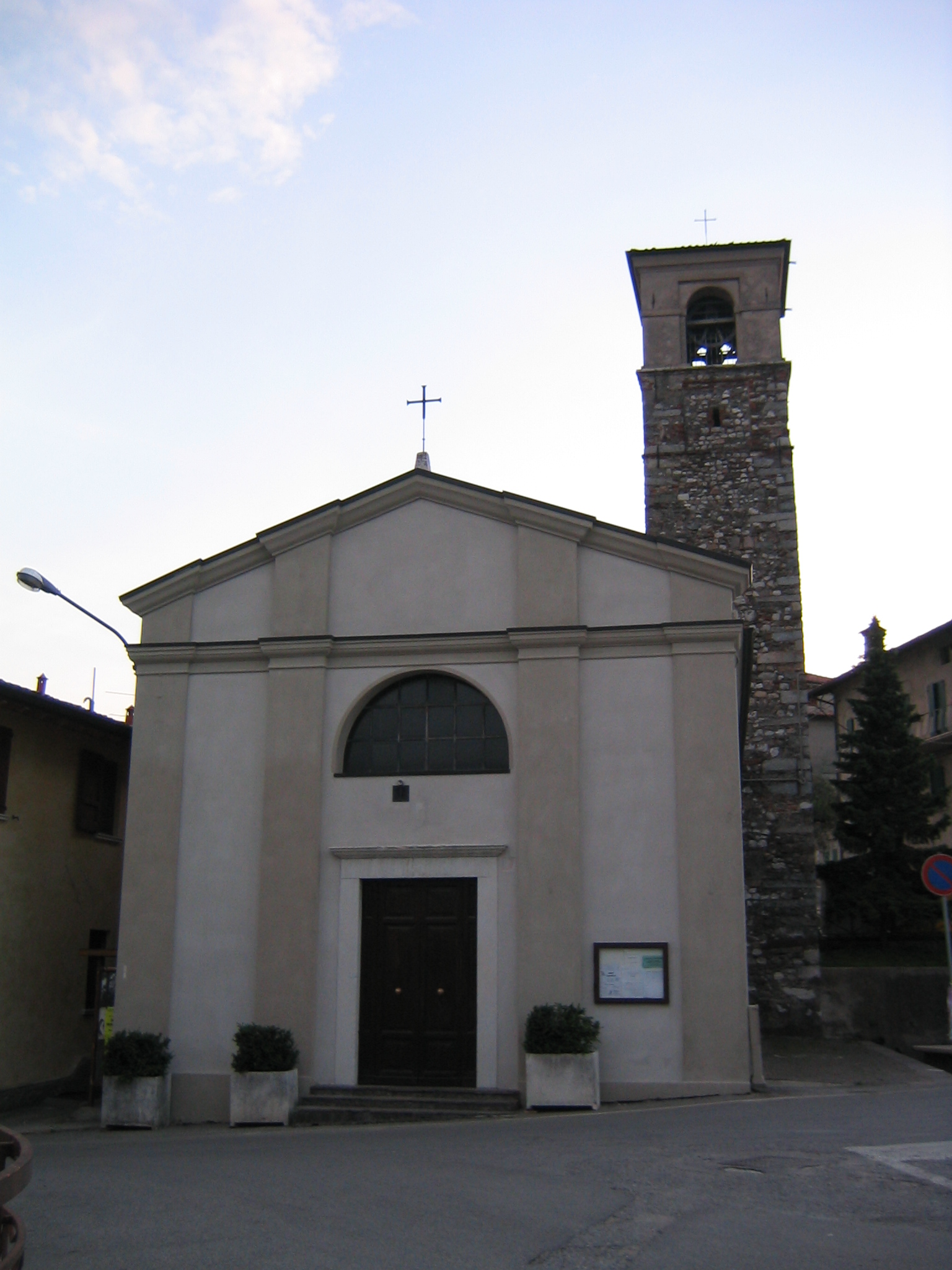
Chiesa di Sant'Antonio Abate (Polpenazze del Garda) in Piazza Olivieri

Il suo territorio è costituito da terrazzi subpianeggianti costeggiati da ampi versanti digradanti verso la pianta fluvioglaciale interna alla cerchia morenica valtenesina, formatasi durante il pleistocene superiore.
Le più antiche notizie scritte riguardanti Picedo sono databili al XV secolo,tuttavia non sono di aiuto alla ricostruzione delle sue origini, che possono essere ricercate solamente attraverso la proposta di attendibili ipotesi e di compatibili indizi mutuati dallo studio della toponomastica locale, soprattutto dei nomi legati alle condizioni d'uso dei terreni e dei prediali che come tali assumono una certa valenza storica, confortati dagli esigui dati archeologici attualmente noti, che consentono di risalire comunque non oltre il periodo romano.
Il nome della frazione presenta due proposte interpretative diverse, entrambe di scarso significato. La prima propone una derivazione dal fitonimo latino picea "abete rosso o peccio" (pagher), con suffisso collettivo in -edo, per indicare la presenza di un boschetto di tale essenza arborea, ma va precisato che il peccio vegeta a quote superiori ai 1.700metri di altitudine nella zona gardesana. Difficilmente tale interpretazione si adatta a questo caso, a meno che si tratti di esemplari reintrodotti dall'uomo in epoca storica. 
La seconda ipotesi propone una derivazione dal latino bassomedievale petia/pecia "pezzo di terra", sempre con suffisso collettivo -edo, con il significato di "insieme o reticolo di pezzi di terreno, parcellizzazione".

## Monumenti e luoghi d'interesse
Monumento della sezione fanti di Polpenazze nel Garda situato in piazza Olivieri inaugurato nel 2005 in occasione del 50º anniversario della sezione.

### Architetture religiose
- Chiesa di Sant'Antonio Abate

### Architetture civili
- Palazzo Bottarelli del XVII secolo con all'interno una chiesetta.

### Architetture militari

#### Castello di Picedo

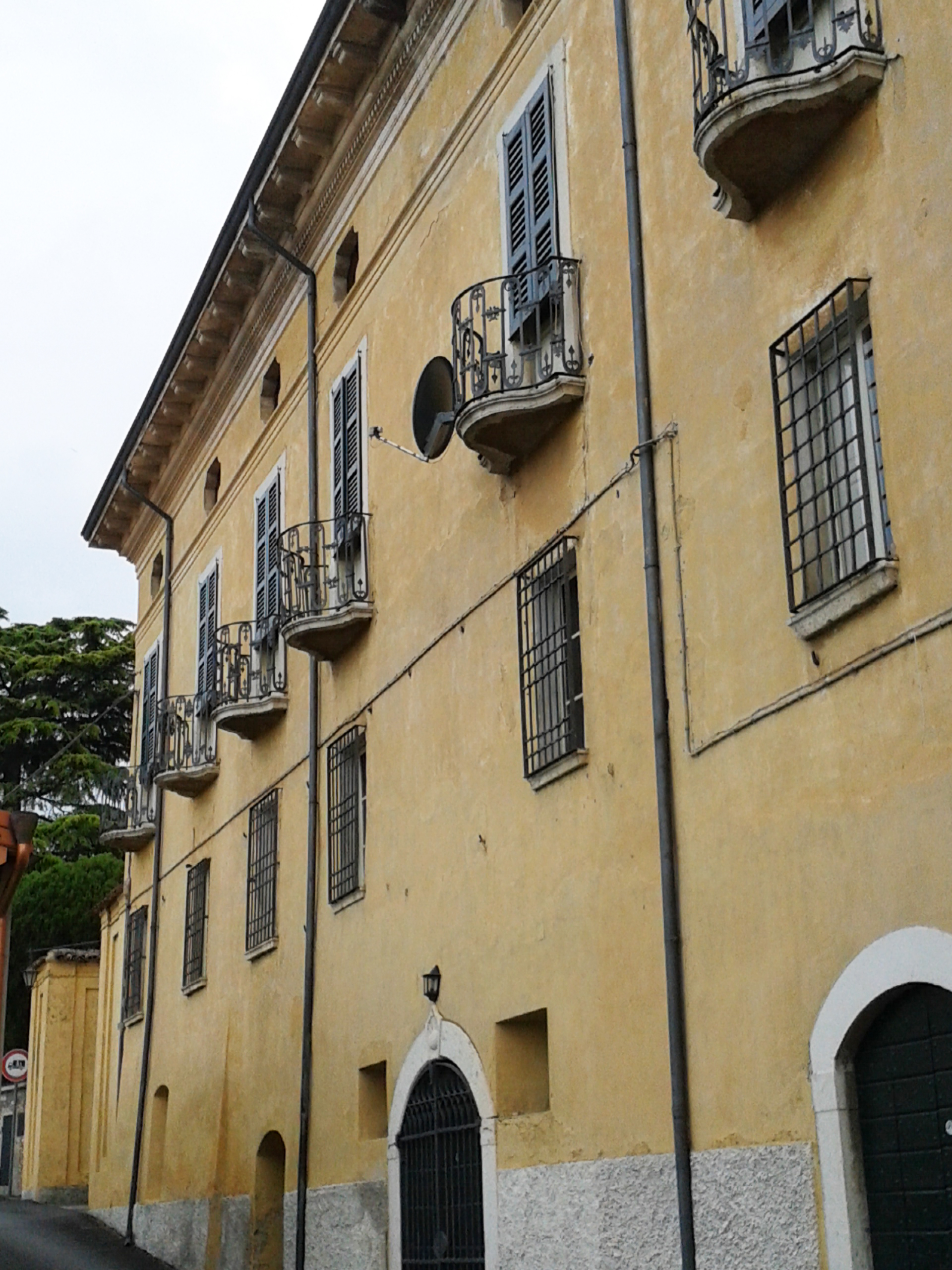
Palazzo Bottarelli a Picedo, 1623.

La scoperta di indizi sull'esistenza di un castello nella frazione di Picedo è un fatto abbastanza recente, avvenuto in occasione della indagine toponomastica sul territorio di Polpenazze. Sono stati esaminati, principalmente, alcuni documenti dell'archivio storico comunale di antico regime, quali i catasti e gli estimi, e la cartografia ottocentesca - napoleonica e austriaca - con i relativi "sommarioni".
Fin dall'estimo più antico (1504) viene citato un "castello Picedi" e la cartografia sopra nominata delinea una "via del castello", che partendo dalla piazzetta centrale, di fronte alla chiesa, costeggia il fabbricato cinquecentesco, successivamente sede dell'azienda agricola del conte Loro, demolito nel 1963, e in lieve ascesa porta davanti ad un fabbricato a pianta quadrangolare irregolare di circa m. 30 x 10. Questi elementi portano ad identificare questo manufatto con il castello di Picedo.
Dall'esame di una planimetria datata 1953, conservata presso l'archivio comunale, si può desumere che fino a quella data era ancora visibile circa un terzo dell'originario corpo di fabbrica evidenziato dalla cartografia ottocentesca, con muri dello spessore di circa un metro. Il resto della struttura mostra gli esiti di successivi interventi di demolizione e ricostruzione, avvenuti durante gli ultimi decenni dell'Ottocento i i primi del secolo successivo.
Con la definizione storica di "castello" non sempre si intende identificare il potente edificio fortificato, residenza di vassalli o ricchi signorotti feudali, ma anche, come in questo caso, il semplice recinto fortificato e ricetto che serviva alla comunità locale a scopi difensivi nei momenti di pericolo, a protezione anche dei propri averi e delle scorte alimentari e degli animali. Questa è la tipologia degli apparati difensivi che caratterizza in modo particolare il fenomeno delle architetture fortificate di tutto l'anfiteatro morenico gardesano.
In Valtenesi ogni comune conserva un suo castello-ricetto in forma più o meno integra.

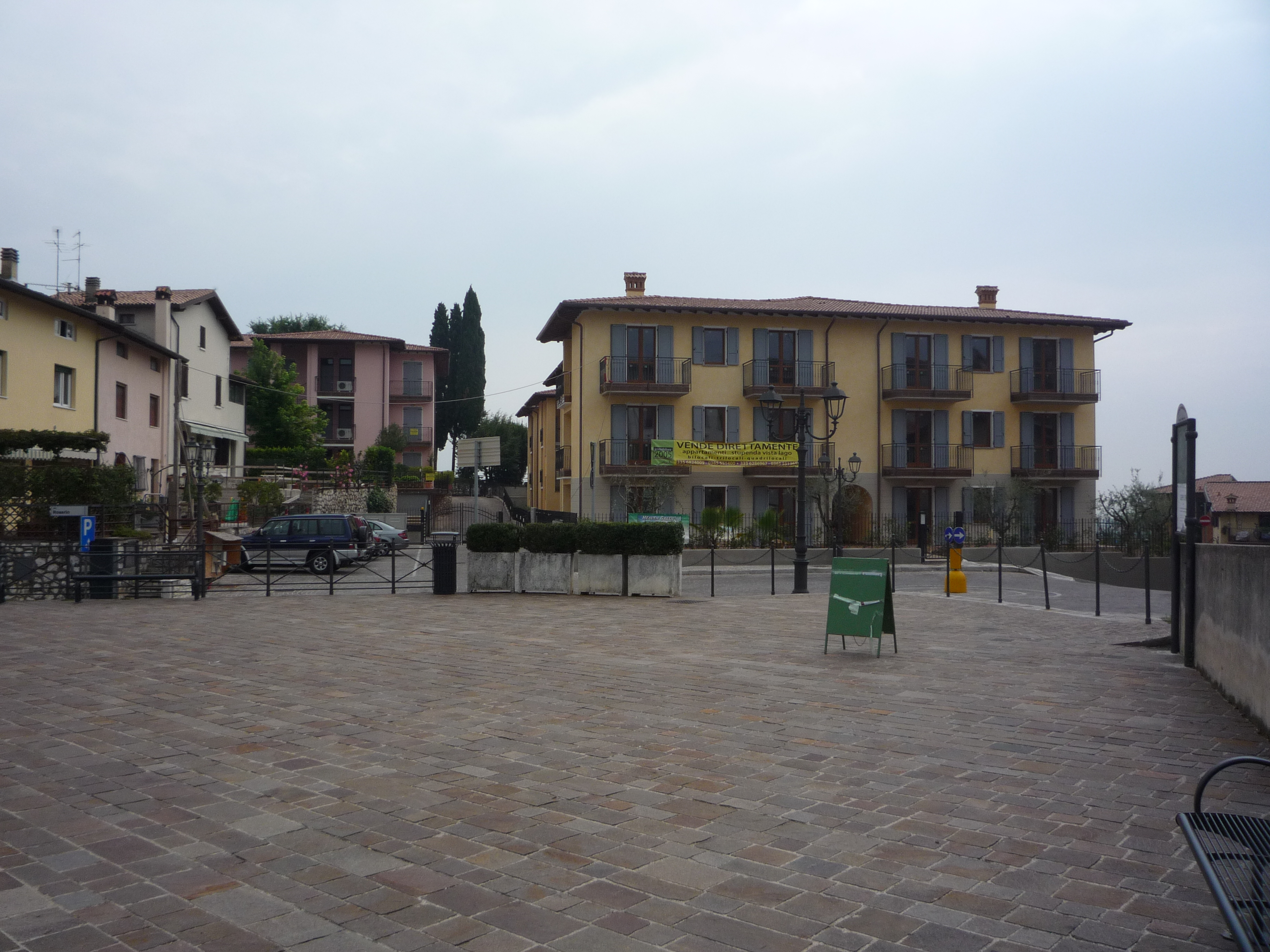
Piazza di Picedo

Quelli attualmente visibili sorsero tra il XIII e XV secolo e, anche se mostrano una certa unitarietà nei loro caratteri costruttivi, evidenziano due tipologie, determinate dalla consistenza demografica delle comunità alle quali erano asserviti e, quindi, dalle loro dimensioni: quelle più grandi, con schiere di edifici abitativi all'interno, e quelli più piccoli, formati dalla sola cinta muraria.
Il ricetto di Picedo, con i suoi m.300 circa di superficie, appartiene alla seconda categoria. Per quanto riguarda una sua più precisa datazione, poco si può proporre dopo i massicci interventi edilizi del Novecento, che hanno cancellato o nascosto le strutture originarie. La sua forma, leggermente condizionata dalla morfologia del terreno, lo avvicina a quello di Manerba del Garda, caratterizzato da un sistema difensivo impostato non sulla disposizione più o meno regolare di torri sporgenti verso l'esterno ma sul frazionamento della linearità dei lati perimetrali con l'introduzione di segmenti angolati di cinta muraria. La sua potenzialità difensiva era accentuata da una scarpata naturale abbastanza ripida sul lato verso il lago, attualmente celata dalla costruzione di un alto muro di contenimento di un terrapieno artificiale in occasione della costruzione o dell'ampliamento della strada detta del Ghetto di sotto. La cartografia non evidenzia alcun corpo di fabbrica che possa essere interpretato quale torre d'entrata o mastio: si può dedurre che esso fosse impostato all'interno della cinta muraria, come nel caso dei vicini manufatti di Soiano del Lago e Puegnago del Garda, e successivamente demolito, o che non ne fosse dotato, come nel caso del ricetto di Portese.
Oggi, non resta più nulla da vedere: una recente costruzione è stata edificata sull'originaria locazione del ricetto di Picedo.

### Architetture contemporanee

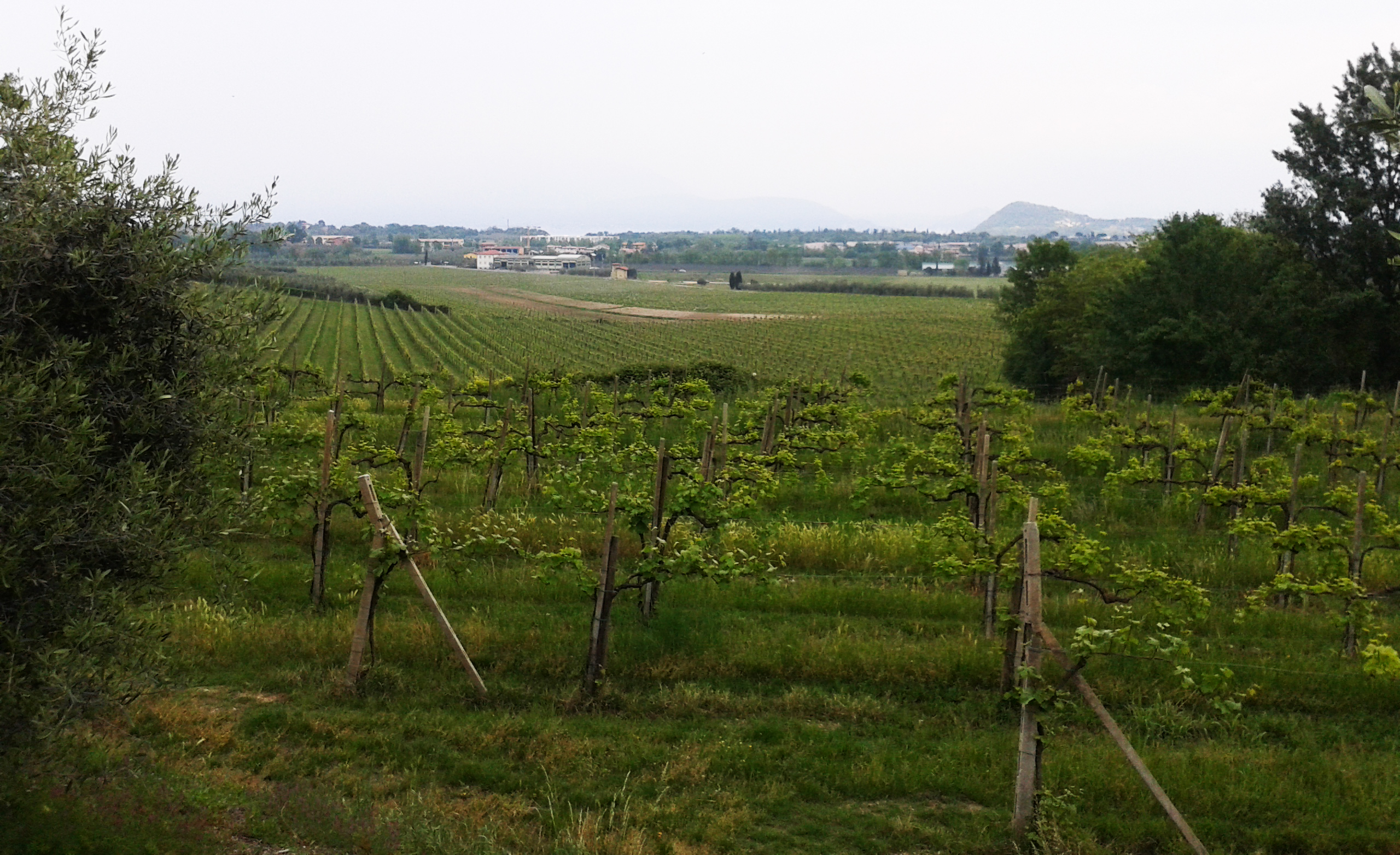
Vigneti a Picedo di Polpenazze del Garda, sullo sfondo la Rocca di Manerba del Garda

- Villa Atelier a Picedo, progettata dall'Architetto Maurizio Betta tra il 1972 e il 1978. La forma complessa mixata all'utilizzo del cemento armato a vista ha creato nell'edificio un importante valore architettonico tanto da essere stata pubblicata su diverse riviste accademiche.

## Eventi

### Festa della Madonna del Carmine
Viene festeggiata in Piazza Olivieri a Picedo nel week end di metà luglio. Vengono allestiti dei chioschi enogastronomici con l'immancabile spiedo bresciano accompagnati da musica dal vivo.